# Беллоккьо, Марко
Ма́рко Белло́ккьо (итал. Marco Bellocchio; род. 9 ноября 1939[…], Боббио, Эмилия-Романья) — итальянский кинорежиссёр, сценарист, актёр.

## Биография

### Обучение и дебют
Родился 9 ноября 1939 года в Боббио, около Пьяченцы. Отец режиссёра был юристом, а мать школьной учительницей. Сначала изучал философию в Милане, но позже решил поступить в киношколу.
Ещё со времен салезианской школы Марко Беллоккьо начал проявлять интерес к миру кино. Впоследствии непочтительность по отношению к конформистским социальным моделям заставила его обратить внимание на бунтарей. В Боббио, увлёкшись режиссурой, он часто посещал местный кинотеатр.
В 1959 году он начал обучение в экспериментальном центре кинематографии в Риме и, под руководством Андреа Камиллери, в 1962 году стал режиссёром. Позже в Лондоне он продолжил своё изучение кино.
Вернувшись в Италию, в Боббио в провинции Пьяченца, в возрасте 26 лет он снял свой первый художественный фильм: «Кулаки в кармане» (1965). Лента была отобранна для Международного кинофестиваля в Локарно и выиграла Серебряный парусник в 1965 году. В этой работе Беллоккьо продемонстрировал свои антиконформистские взгляды, также как и в последующих фильмах: «Китай близко» (1967 год, представлен на Венецианском кинофестивале и лауреат специального приза жюри) и «Калабрийский народ поднимает головы» (1969).
В этих фильмах выражаются ценности восстания, которые интерпретируются и предлагаются: это протесты 1968 года против институтов, которые в его видении контролируют и подавляют всё общество, навязывая буржуазные этические ценности. Беллоккьо обнажил буржуазное лицемерие, раскрыл все противоречия, представил собственное прочтение. Однако он не планировал проводить политическую пропаганду, хотя в своей работе был явно ориентирован на левые взгляды. Это были годы его активной деятельностью в коммунистической партии (марксистско-ленинской), вдохновлённой маоизмом.
В 1966 году Марко Беллоккьо опубликовал сборник стихов в журнале Rendiconti «I morti crescono di numero e d'età». В 1969 году он участвовал в съёмках фильма Любовь и ярость» (1969) вместе с Пазолини, Бертолуччи, Лиццани и Годаром.

### 1970-е
В 1971 году Марко Беллоккьо написал открытое письмо по делу Пинелли, опубликованное в еженедельном L’Espresso. В интервью, посвященном презентации фильма «Побеждать», Беллоккьо подтвердил, что не раскаивается в этом обращении.
Он вспоминал своё детство в комичном ключе в фильме «Во имя отца» (1972) с Лаурой Бетти. Год спустя он снял Джан Мария Волонте в «Об убийстве — на первую полосу» (1972). После «Планета Венера» (1974, режиссёр Эльда Таттоли) Беллоккьо жёстко обвинил психиатрические больницы в «Никто или все» (1975), снятым совместно с Сильвано Агости, Сандро Петралья и Стефано Рулли. В том же году он дал голос актёру Альдо Валлетти в художественном фильме Пьера Паоло Пазолини «Сало, или 120 дней Содома».
В 1977 году Марко Беллокьо снял свою версию комедии Антона Чехова «Чайка». В 1978 году он познакомился с психиатром Массимо Фаджоли, с которым он впоследствии поддерживал долгое и сложное сотрудничество: Фаджоли будет активно участвовать в создании трёх его фильмов: «Дьявол во плоти», «Осуждение», «Сон бабочки».

### 1980-е — 2000-е
После «Armonica bocca» (1979) и «Отдых в Валь Треббия» (1980) Беллоккьо снял Марчелло Мастроянни в фильме «Генрих IV» (1984), который основан на комедии Луиджи Пиранделло, а затем «Дьявол во плоти» (1986), по книге Раймона Радиге и «Видение шабаша» (1987). В 1991 году он стал лауреатом специального приза жюри Серебряного медведя на Берлинском кинофестивале с фильмом «Осуждение». В 1999 году вернулся c адаптацией книги Луиджи Пиранделло «Кормилица» на большом экране.
В 2002 году снял Серджио Кастеллитто в фильме «Улыбка моей матери», за который Беллоккьо получил премию Серебряная лента за лучшую режиссуру. В следующем году (2003) он обращается к тюремному заключению Альдо Моро в «Здравствуй, ночь» с Майей Сансой и Роберто Херлицка, исполняющих роли главных героев. В 2006 году снова снял Кастеллитто в «Режиссёре свадеб».
В 2006 году стал кандидатом на парламентских выборах в палату депутатов Италии по перечню Rosa nel Pugno, состоящему из радикалов и социалистов, отошедших от своих исторических коммунистических позиций. В последующие годы он неоднократно выражал свою близость к радикальным взглядам.
В 2009 году вышел фильм «Побеждать». В нём Беллокьо рассказывает о мучительной жизни Иды Дальзер (Джованна Меццоджорно), её любовника Бенито Муссолини (Филиппо Тими) и их сына Бенито Альбино (тоже Филиппо Тими), считающегося психически больным за его повторяющиеся, но тщетные попытки получить признание как сын Дуче. Фильм выиграл Efebo d’Oro и Давид ди Донателло за лучшую режиссуру. Также в 2009 году он снял рекламу для банка Монте дей Паски ди Сиена, придуманную рекламным агентством Catoni Associati.

### 2010-е
В марте 2010 года Беллоккьо раскрывает себя в работе над низкобюджетным фильмом о современной Италии, для съёмок которого так и не было найдено средств. Такая же беда ожидала и «Монахиня из Боббио», исторический фильм, действия которого происходили в родном городе режиссёра.
4 и 5 сентября 2010 года, поставленная Марко Беллоккьо, вышла телевизионная опера «Риголетто в Мантуе», интерпретированная Пласидо Доминго, выпущенная RAI и транслировавшаяся по всему миру в 148 странах.
В 2011 году он был награждён Золотой алебардой за карьеру в кино, а также премией за лучшую режиссуру за фильм «Мои сёстры». 9 сентября на 68-м Венецианском кинофестивале он получил Золотого льва за карьеру из рук Бернардо Бертолуччи.
Позднее он объявил о своём намерении экранизировать историю Элуаны Энгларо и её отца. Несмотря на многочисленные трудности производства и противоречия с регионом Фриули — Венеция-Джулия, съёмки начались в январе 2012 года в Чивидале-дель-Фриули. Премьера фильма «Спящая красавица» состоялась на Венецианском кинофестивале 2012 года. Фильм посвящен теме эвтаназии и сложностях с принятием законодательства о здоровье в Италии, на территории которой находится Ватикан, всемирный центр католической церкви. После того, как жюри Венецианского кинофестиваля не присудило фильму Золотого льва (награда присуждена южнокорейскому режиссёру Ким Ки Дуку), Беллоккьо выразил сильную критику в адрес президента Майкла Манна и работы всего жюри, ставящих в неудобное положение и не понимающих итальянские фильмы.
В 2013 году на интернациональном кинофестивале в Бари получил премию Марио Моничелли за лучшую режиссуру с фильмом «Спящая красавица».
В период с 2013 по 2014 год занимался проектом со съёмками в Бобби и Вал Треббиа. Фильм, действия которого происходят в семнадцатом веке, рассказывает историю о дворянке, вынужденной семьей стать монахиней. Производство этого последнего проекта — итальянско-франко-швейцарское; в дополнение к режиссуре и сценарию Беллоккьо, в фильме используются музыка Карло Кривелли, монтаж Франчески Кальвелли и операторская работа Даниэля Чипри. В фильме снимались Лидия Либерман, Филиппо Тими, Альба Рорвахер, Роберто Херлицка, Тони Берторелли, Иван Франек и Пьер Джорджо Беллоккьо (сын режиссёра), а также и множество местных статистов.
С марта 2014 года Беллоккьо является президентом Библиотеки кино в Болонье.
Является братом критика Пьерджорджио Беллоккьо и отцом актёра Пьера Джорджио Беллоккьо. Деверь психолога Лелла Раваси Беллоккьо и дядя писательницы Виолетты Беллоккьо. Марко Беллоккио — атеист, но предпочитает называть себя неверующим. В интервью на вопрос: «Как бы вы определили свой атеизм?» Он ответил: «Как отказ от метафизического измерения».

## Деятельность
В некоторых фильмах играл как актёр, в том числе в фильме Лилианы Кавани «Франциск Ассизский» (1966).

## Избранная фильмография

### Полнометражные фильмы
- 1965 — Кулаки в кармане / I pugni in tasca
- 1967 — Китай близко / La Cina è vicina
- 1969 — Любовь и ярость / Amore e rabbia
- 1971 — Во имя отца / Nel nome del padre
- 1972 — Об убийстве — на первую полосу / Sbatti il mostro in prima pagina
- 1976 — Триумфальный марш / Marcia trionfale
- 1977 — Чайка
- 1980 — Прыжок в пустоту / Salto nel vuoto
- 1982 — Глаза, рот / Gli occhi, la bocca
- 1984 — Генрих IV / Enrico IV
- 1986 — Дьявол во плоти / Diavolo in corpo
- 1988 — Видение шабаша / La visione del sabba
- 1991 — Осуждение / La condanna
- 1997 — Принц Гомбургский / Il principe di Homburg
- 1999 — Кормилица / La balia
- 2002 — Здравствуй, ночь / Buongiorno, notte
- 2002 — Улыбка моей матери / L’Ora di religione (Il sorriso di mia madre)
- 2006 — Режиссёр свадеб / Il regista di matrimoni
- 2009 — Побеждать / Vincere
- 2012 — Спящая красавица / Bella addormentata
- 2015 — Кровь моей крови / Sangue del mio sangue
- 2016 — Приятных снов / Fai bei sogni
- 2019 — Предатель / Il traditore
- 2023 — Похищенный / Rapito

### Короткометражные фильмы
- Abbasso il zio (1961)
- La colpa e la pena (1961)
- Елена (1997) / Elena
- Нина (1999) / Nina
- Фреска (2000) / L’affresco
- Un filo di passione (2000)
- Il maestro di coro (2001)
- Oggi è una bella giornata (2002)
- Per una rosa (2011)
- Pagliacci (2016)

## Награды
- 1967 — Премия Большого жюри на 28-м Венецианском кинофестивале за фильм «Китай близко».
- 1991 — Премия Серебряный медведь — специальный приз жюри на Берлинском кинофестивале, за фильм «Осуждение».

- 1999 — Почётная премия за вклад в мировой кинематограф на Московском международном кинофестивале.
- 2011 — «Золотой лев за карьеру» на 68-м Венецианском кинофестивале.